# Pucca
Pucca és el personatge creat per la companyia sud-coreana Vooz com la imatge d'un servei de postals electròniques, però a causa de l'èxit obtingut, la companyia va començar a realitzar una sèrie de 24 episodis de tan sols 2 minuts i mig de durada per segment. La sèrie va ser distribuïda per Jetix a Europa i Hispanoamèrica a més van deixar de ser curts de 2 minuts per convertir-se en una sèrie animada de 26 episodis de 22 minuts (cada episodi consistia en tres curts), ja que en la producció es va unir a la companyia Jetix Europa i la companyia canadenca Studio B Productions, en aquesta nova versió de la sèrie es van realitzar diversos canvis entre els quals es troba la inclusió de tecnologia Maya, un nou tema musical interpretat per Plus-Tech Squeeze Box, nous personatges i, finalment, diàlegs als personatges (exceptuant a Pucca i Garu).
Al canal llatinoamericà Disney (abans Jetix), la sèrie ha crescut i s'ha convertit en un èxit transmetent-se tots els dies incloent maratons especials.

## Trama
La trama transcorre en una vila anomenada Sooga on Pucca intenta enamorar a Garu i donar-li tots els petons possibles, mentre Garu intenta escapar. Garu és un hàbil ninja, per la qual cosa realitza grans fuites, però després Pucca amb les seves habilitats sempre aconsegueix atrapar-ho, acabant cada episodi amb un petó. Mentrestant hi ha problemes i complicacions en la trama que es van sumant i que a vegades semblen impossibles de resoldre i això fa que la història es compliqui per donar-li emoció. No obstant, la gran Pucca sempre troba una manera extraordinària (de vegades impossible) de resoldre, mitjançant la seva "intel·ligència" i la seva força sobrehumana demostrant que l'amor ho venç tot. No en sabem res dels seus pares, segons la història els seus tutors són tres cuiners molt amorosos. Corren rumors que Garu la rebutja per por que li ocorri alguna cosa. Però en algunes escenes li mostra el seu afecte cap a ella.